# Jordi Dauder, la revolució pendent
Jordi Dauder, la revolució pendent és una pel·lícula documental catalana del 2012 dirigida per Antoni Verdaguer i en el qual repassa la vida de l'actor Jordi Dauder a través d'una entrevista que va concedir poques setmanes abans de morir i en la qual es ressalta el seu aspecte més reivindicatiu. Fou presentat a la Mostra de Cinema Llatinoamericà de Lleida el març de 2012.

## Sinopsi
Poc abans de morir el 16 de setembre de 2011, l'actor Jordi Dauder fa un total de 14 reflexions, moltes d'elles fetes en el seu discurs quan va rebre el Gaudí d'Honor als Premis Gaudí de 2011 en les quals reivindica l'orgull de ser actor i el servei als personatges, recorda els seus orígens, els del seu pare, actor i perseguit pel franquisme. I considera que el premi rebut és un estímul, un estímul per seguir lluitant per la nostra cultura, per la nostra identitat, pel nostre cinema. És un espai nostre, és realment la lluita per la nostra república, del cinema o del que sigui. El documental s'estructura narrativament en apartats temàtics per tractar aspectes del seu treball artístic i el seu compromís polític. Hi participen també Calixto Bieito, Juan Diego Botto, José Sanchis Sinisterra, Ferran Mascarell, Lluís Llach, Ken Loach o Josep Maria Benet i Jornet.

## Premis
Als Premis Gaudí de 2013 fou guardonat amb el Gaudí a la millor pel·lícula documental, mentre que Lluís Llach fou nominat a la Millor música original.